# JCB
JCB（Japan Credit Bureau）是日本的信用卡组织，在1961年由三和銀行、日本信販銀行、三井銀行、協和銀行、大和銀行等企业成立。截至2023年度，JCB卡在全球18个国家和地区发行，拥有1.585億名会员，特約商店數約4,900萬家，年销售额达47兆1亿日圓。
该组织从1961年開始發行信用卡，但只限於日本國內使用；1981年後，開始國際業務，建立全球服務網絡，並開拓境外市場，讓JCB信用卡目前可以在世界190個國家及地區使用。2007年，JCB時隔39年變更商標；2013年，JCB又追加了單色版商標。
2017年，JCB Original Series時隔8年發行新卡，包括面向個人的JCB鉑金卡，以及「JCB CARD W」和「JCB CARD W plus L」。

## 卡等

### 共通卡等
- 普卡（JCB Standard）
- 金卡（JCB Gold）
- 白金卡（JCB Platinum）

#### 香港
- 白金卡（JCB Platinum）

### 卓越卡等

#### 日本
- JCB THE CLASS

#### 台灣
- 晶緻卡（JCB Precious）2011年11月起發行（相當於VISA御璽卡、MasterCard鈦金卡）
- 極緻卡（JCB Eternity）2015年7月起發行（相當於VISA無限卡、MasterCard世界卡）

#### 中國大陸、澳大利亞、加拿大、歐盟、印尼
- JCB ULTIMATE（御尊卡）

## 發卡機構

### 中国大陆

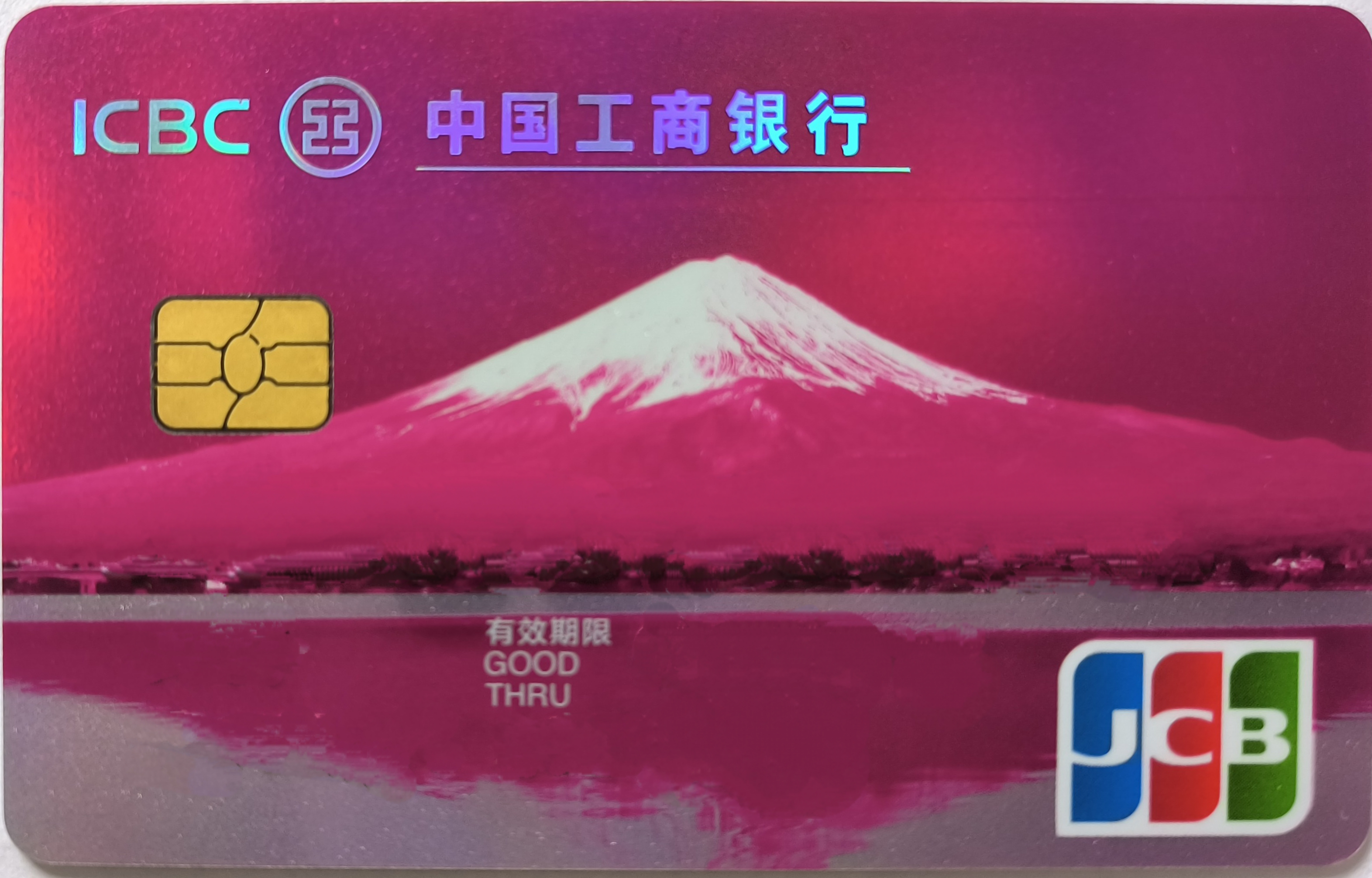
中国工商银行的牡丹JCB卡

截至2025年7月，JCB与中国大陆十一家银行合作发卡：
- 北京银行
- 中国银行
- 上海银行
- 中信银行
- 中国建设银行
- 中国光大银行
- 招商银行
- 中国民生银行
- 中国工商银行
- 平安银行
- 上海浦东发展银行

### 台湾
台湾的发卡机构：
- 上海商業儲蓄銀行
- 元大商業銀行
- 中國信託商業銀行
- 玉山商業銀行
- 台中商業銀行
- 台北富邦銀行
- 台新國際商業銀行
- 永豐商業銀行
- 台灣樂天信用卡股份有限公司
- 合作金庫銀行
- 安泰商業銀行
- 兆豐國際商業銀行
- 第一商業銀行
- 陽信商業銀行
- 國泰世華商業銀行
- 渣打國際商業銀行
- 華南商業銀行（同時發行JCB Debit簽帳金融卡）
- 華泰商業銀行
- 遠東國際商業銀行
- 彰化商業銀行
- 臺灣土地銀行
- 臺灣新光商業銀行
- 聯邦商業銀行

### 香港
香港的發卡機構：
- 東亞銀行有限公司
- AEON信貸財務(亞洲)有限公司
- Bindo Labs Limited[8]

## 外部連結
- JCB（日本） （页面存档备份，存于）
- JCB（臺灣）
- JCB（香港） （页面存档备份，存于）
- JCB（中國大陸） （页面存档备份，存于）